# Liste des évêques de Chikwawa
Liste des évêques de Chikwawa
(Dioecesis Chiquavanus)
L'évêché de Chikwawa est créé le 22 mars 1965, par détachement de l'archevêché de Blantyre.

## Sont évêques
- 22 mars 1965-12 février 1979 : Eugen Vroemen (Eugen Joseph Frans Vroemen)
- 12 février 1979-23 janvier 2001 : Felix Mkhori (Felix Eugenio Mkhori)
- 23 janvier 2001-16 avril 2003 : siège vacant
- depuis le 16 avril 2003 : Peter Musikuwa (Peter Martin Musikuwa)

## Sources
- L'ANNUAIRE PONTIFICAL, sur le site http://www.catholic-hierarchy.org, à la page